# تدهور بيئي

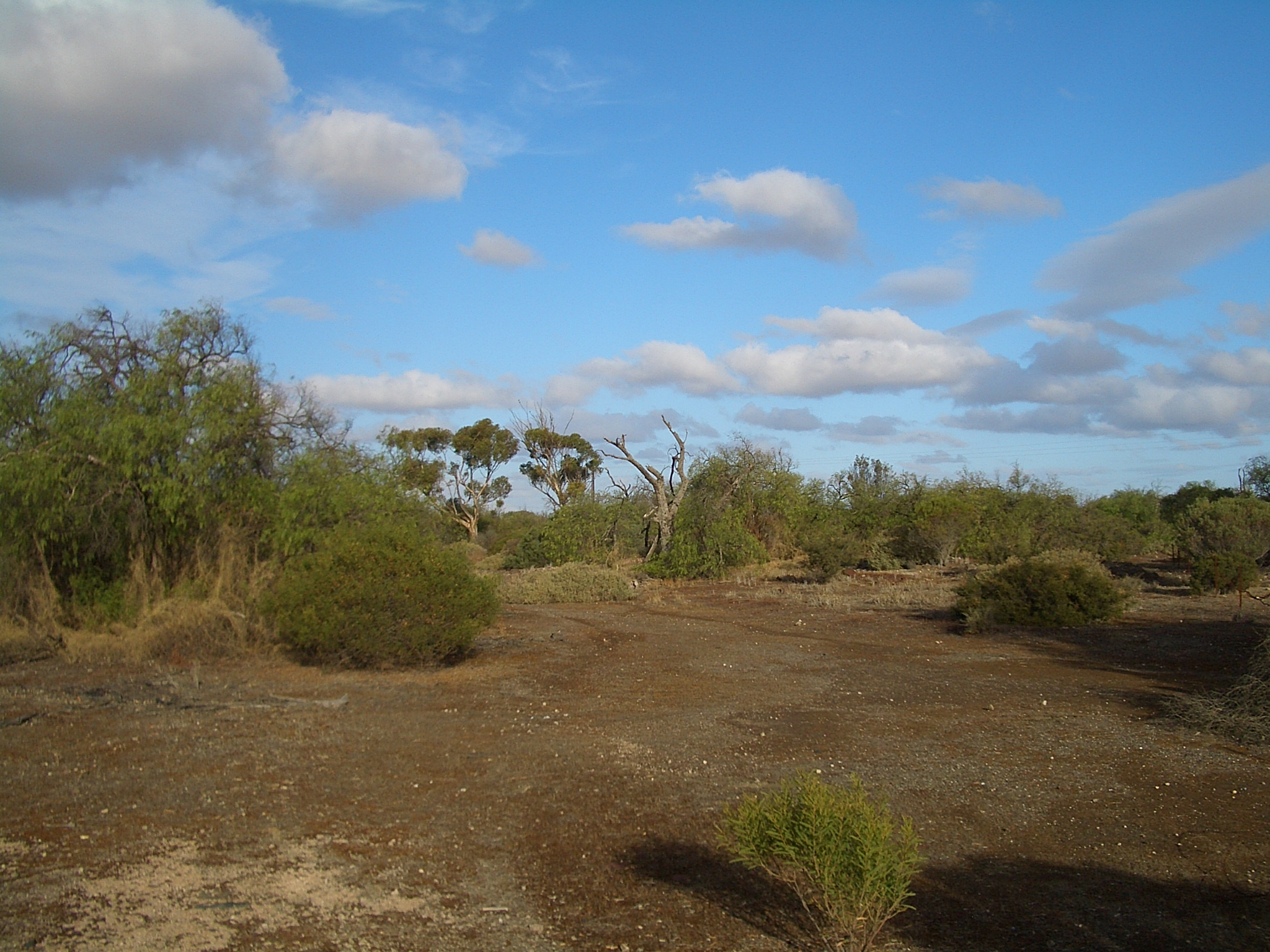
بعد مرور ثمانين عاما على التخلي عن مناجم والارو (في كادينا، جنوب أستراليا)، لا تزال النباتات الحزازية هي الغطاء النباتي الوحيد في بعض مناطق أراضي الموقع

التدهور البيئي (بالإنجليزية: Environmental degradation)‏، هو التدهور الذي يحصل للبيئة بسبب استنزاف الموارد مثل الهواء والماء والتربة، وتدمير النُظم البيئية، وتدمير الموائل، والتلوث وانقراض الحياة البرية. ويُعرَّف بأنه أي تغيير أو اضطراب للبيئة طبيعي كان أو من صنع البشر، يُنظر إليه على أنه ضار أو غير مرغوب فيه.
كما هو مُشار في معادلة تأثير الإنسان على البيئة (I=PAT)، فإن التأثير البيئي (I) أو التدهور ينتج عن مزيج من عدد كبير جداً ومتزايد بالفعل من البشر (P)، أو التزايد المستمر في النمو الاقتصادي أو معدل نمو الفرد (A)، وتطبيق تكنولوجيا استنزاف الموارد والتلويث (T).
يُعتبر التدهور البيئي أحد التهديدات العشرة التي حذر منها فريق الأمم المتحدة رفيع المستوى المعني بالتهديدات والتحديات والتغيرات. تُعرّف إستراتيجية الأمم المتحدة الدولية للحد من الكوارث، التدهور البيئي بأنه «الحد من قدرة البيئة على تلبية الأهداف والاحتياجات الاجتماعية والبيئية».
يأتي التدهور البيئي في أنواع كثيرة، فمثلاً تتدهور البيئة عندما تُدمر الموائل الطبيعية أو تنفذ الموارد الطبيعية. تشمل الجهود المبذولة لمواجهة هذه المشكلة الحفاظ على البيئة وإدارة الموارد البيئية.
هناك العديد من الأمثلة على التدهور البيئي الحاصل في جميع أنحاء العالم، والمثال الحالي هو تآكل طبقة الأوزون، إذ أنها تشكل حوالي 60 % من جميع الغابات المطيرة. وهي رئة الأرض، ومع تدميرها يُشكل تهديداً كبيراً للبيئة والعالم بأسره.
ستؤدي تأثيرات إزالة الغابات إلى نتائج كبيرة على العالم من حولنا. يحد القطع المستمر للأشجار من إمدادنا بالأوكسجين وبالمثل امتصاص غاز ثاني أوكسيد الكربون. فمع استمرار إزالة الغابات، سيكون لدينا كمية أقل من الأوكسجين المُتاح، وهو الأمر الذي قد يمثل مشكلة ضارة بصحة الإنسان. هناك مشكلة بديلة تنتج عن ذلك تتمثل في الاستهلاك الزائد وهدر المنتجات الورقية التي تأتي من تلك الأشجار. لا يُعاد تدوير النفايات المُنتجة عادةً، وبالتالي تُنتج كمية هائلة من النفايات.
يوجد أيضاً نتيجة ضارة إضافية من هذا الأمر وهو تدهور التربة، إذ تؤدي الإزالة المستمرة للغابات إلى إنقاص العناصر الغذائية في التربة، مما يجعل استخدامها مرة أخرى أمراً أكثر صعوبة.

## فقدان التنوع البيولوجي
يؤكد العلماء أن النشاط البشري قد دفع الأرض إلى حدث انقراض الهولوسين. يُعزى فقدان التنوع البيولوجي على وجه الخصوص إلى الانفجار السكاني واستمرار النمو السكاني والاستهلاك المفرط للموارد الطبيعية من قبل الأثرياء في العالم.
يفترض تقرير التقييم العالمي بشأن التنوع البيولوجي وخدمات النظم البيئية الذي نشره «البرنامج الحكومي الدولي للعلوم والسياسات في مجال التنوع البيولوجي وخدمات النظم البيئية (IPBES)» في عام 2019، أن ما يقارب المليون نوع من النباتات والحيوانات تواجه خطر الانقراض لأسباب بشرية المصدر، مثل توسع البشر في استخدام الأراضي للزراعة الصناعية الكثيفة وتربية الماشية، إلى جانب الإفراط في صيد الأسماك.
تُعتبر آثار هذه الخسائر مخاوفاً خطيرة على ظروف معيشة الإنسان ورفاهيته. فيما يتعلق بقطاع الزراعة على سبيل المثال، تنص حالة التنوع الحيوي للأغذية والزراعة التي نشرتها منظمة الأمم المتحدة للأغذية والزراعة في عام 2019، على أن «البلدان تُبلغ أن أعداد العديد من الأنواع التي تساهم في خدمات النظام البيئي الحيوية، بما في ذلك المؤبرات والأعداء الطبيعيين للآفات وكائنات التربة وأنواع المُغذيات البرية، تهبط نتيجةً لتدمير وتدهور الموائل والاستهلاك المفرط والتلوث والتهديدات الأخرى» وأن «النظم البيئية الرئيسية التي تقدم العديد من الخدمات الأساسية لإنتاج الغذاء والزراعة، بما في ذلك إمدادات المياه العذبة والحماية من المخاطر وتوفير الموائل لبعض الأنواع مثل الأسماك والمؤبرات، آخذة في الانخفاض أيضاً».

## التدهور المائي

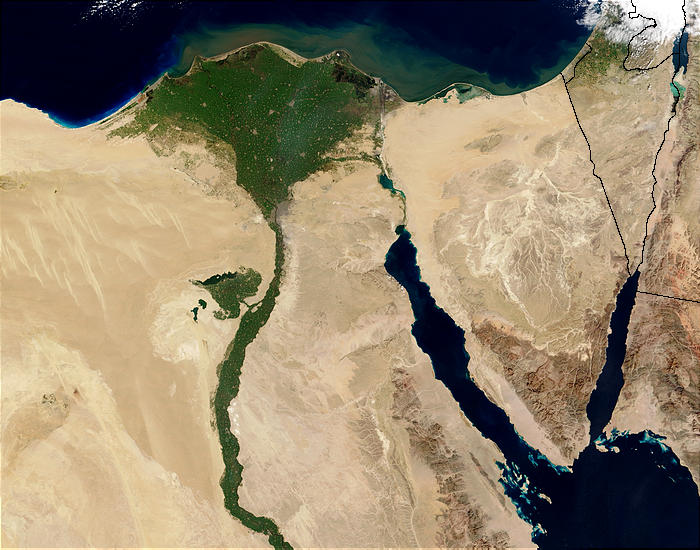
ملئ آثيوبيا لخزان سد النهضة يمكن أن يقلل من جريان النيل بنسبة تصل إلي 25% ويتسبب في دمار الأراضي الزراعية المصرية.

يُعتبر استنزاف المياه العذبة على الأرض أحد العناصر الرئيسية للتدهور البيئي. تُشكل المياه العذبة الموجودة على الأرض حوالي 2.5% فقط، والباقي مياه مالحة. تبلغ نسبة المياه المجمدة في أغطية جليدية واقعة في أنتاركتيكا وغرينلاند حوالي 69%، لذلك يتوفر 30% فقط من 2.5% من المياه العذبة للاستهلاك.
تُعتبر المياه العذبة مورداً مهماً للغاية، لأن الحياة على الأرض تعتمد عليها في نهاية المطاف. تنقل المياه المغذيات والمعادن والمواد الكيميائية داخل المحيط الحيوي إلى جميع أشكال الحياة، وتدعم النباتات والحيوانات على حد سواء، وتقولب سطح الأرض مع نقل وترسيب المواد.
تمثل الاستخدامات الثلاثة الأولى الحالية للمياه العذبة 95% من استهلاكها؛ يُستخدم 85% تقريباً من المياه العذبة لري الأراضي الزراعية وملاعب الغولف والحدائق، و6% للأغراض المنزلية مثل استخدامات الحمام الداخلية وري الحدائق والمروج الخضراء، بينما يُستخدم 4% لأغراض صناعية مثل المعالجة والغسيل والتبريد في مراكز التصنيع.
تشير التقديرات إلى أن شخصاً واحداً من بين كل ثلاثة أشخاص في جميع أنحاء العالم يواجه بالفعل نقصاً في المياه، وأن ما يقارب خُمس سكان العالم يعيشون في مناطق تعاني من ندرة المياه، وحوالي ربع سكان العالم يعيشون في دولة نامية تفتقر إلى البنية التحتية اللازمة لاستخدام المياه من الأنهار والمياه الجوفية المُتاحة.
تُعتبر ندرة المياه مشكلة متزايدة بسبب العديد من القضايا المتوقعة في المستقبل، بما في ذلك النمو السكاني وزيادة التحضر وارتفاع مستويات المعيشة والاحتباس الحراري.

### التغير المناخي ودرجات الحرارة
يؤثر التغير المناخي على إمدادات المياه للأرض بعدد كبير من الطرق. فمن المتوقع ارتفاع متوسط درجة الحرارة العالمية في السنوات القادمة بسبب وجود عدد من القوى تؤثر على المناخ. إذ سترتفع كمية ثاني أوكسيد الكربون (CO2) في الغلاف الجوي. سيؤثر ارتفاع نسبة ثاني أوكسيد الكربون و درجات الحرارة علي موارد المياه; فيعتمد التبخر علي درجة الحرارة و الرطوبة بشكل كبير والذين من شأنهما أن يؤثرا علي نسبة المياه الموجودة لإعادة ملئ خزانات المياه الجوفية.
يمكن أن يتأثر معدل النتح في النباتات بزيادة مستويات ثاني أوكسيد الكربون في الجو، فيمكن أن يقلل من استهلاك النباتات للمياه، ويمكن أيضًا أن يزيد من استهلاكها للمياه بفعل زيادة سطح الأوراق. يمكن لزيادة درجة الحرارة أن تقلل من هطول الثلج في الشتاء و تزيد من ذوبان الثلوج مؤدية إلي جريان المياه المذابة، والذي يأثر برطوبة التربة، أخطار الفيضان والجفاف، وسعات التخزين حسب المنطقة.
شتاء أكثر دفئًا يعني اتخفاض في تراكم الثلوج، مما قد يؤدي إلي موارد مياه مخفضة في الصيف. يكون ذلك أكثر أهمية في المناطق الجبلية و في العروض الوسطي التي تعتد علي جريان الجليد المذاب لإعادة ملئ الأنهار و الخزانات الجوفية، مما يجعل هذه المناطق معرضة بشكل أكبر لنقص المياه مع الوقت; وستؤدي الزيادة في درجة الحرارة مبدأيًا إلي زيادة سريعة في ذوبان المياه الجليدية في الصيف، يصحبه انحسار في الأنهار الجليدية و انخفاض في معدل الذوبان و إمدادات المياه سنويًا مع انخفاض أحجام و أعداد الأنهار الجليدية.
سيؤدي التمدد الحراري للماء و الزيادة في ذوبان الأنهار الجليدية المحيطية بفعل الزيادة في درجة الحرارة إلي ارتفاع منسوب مياه البحار. من شأن ذلك أن يؤثر في إمدادات المياه العذبة للمناطق الساحلية. مع انحسار الأنهار و دلتاها ذات ملوحة مرتفعة إلي اليابسة، الاختلاط مع المياه المالحة يعني زيادة في ملوحة الخزانات المائية و الخزانات الجوفية. يمكن أن تنتج الزيادة في مستويات البحار أيضًا عن الانخفاض في المياه الجوفية، لقدرة التغير المناخي في التأثير علي دورة المياه بعدة طرق مختلفة. يؤدي التوزيع غير المتساوي لدرجات الحرارة المرتفعة و الترسيب الزائد حول العالم إلي فوائض و نقائص في المياه، لكن يؤشر الانخفاض العالمي في المياه الجوفية إلي ارتفاع في منسوب مياه البحار، حتي بعد أخذ المياه المذابة و التمدد الحراري في الاعتبار، والذين من شأنهم أن يعطوا تغذية إيجابية عن المشاكل التي يتسبب بها ارتفاع منسوب مياه البحار إلي إمدادات المياه العذبة.
ينتج عن الزيادة في درجة حرارة الهواء زيادة في درجة حرارة المياه، والتي لها دور كبير في تدهور المياه لأن المياه تصبح أكثر تعرضًا للنمو البكتيري. يمكن أيضًا للزيادة في درجة حرارة المياه أن تؤثر علي الأنظمة البيئية بشكل كبير لحساسية الأنواع تجاه درجة الحرارة، وأيضًا عبر الحث علي تغيرات في أنظمة التنقية الذاتية لأجسام المياه بفعل انخفاض كمية الأوكسجين المذاب في المياه النتاجة عن الزيادة في درجة الحرارة.

### النمو السكاني
يتناسب التدهور البيئي إلى حد كبير مع الازدياد الكبير في النمو السكاني على سطح الأرض. يؤدي إقبال الإنسانية على تلبية احتياجاتها إلى زعزعة التوازن الطبيعي للبيئة. تساهم الصناعات الإنتاجية في نفث الدخان وتفريغ المواد الكيميائية التي تلوث موارد المياه. يحتوي الدخان المنبعث في الغلاف الجوي على غازات ضارة مثل أول أكسيد الكربون وثاني أكسيد الكبريت. تشكل المستويات العالية من التلوث في الغلاف الجوي طبقات يمتصها الغلاف الجوي في نهاية المطاف. أحدثت المركبات العضوية مثل مركبات الكربون الكلورية فلورية (سي إف سيز) ثقبًا غير مرغوب به في طبقة الأوزون، والذي تنبعث منه مستويات أعلى من الأشعة فوق البنفسجية مما يعرض العالم لخطر كبير.
تنتشر المياه العذبة المتاحة والمتأثرة بالمناخ بين المزيد من المجموعات السكانية حول العالم. تشير التقديرات إلى أن ما يقارب ربع سكان العالم يعيش في منطقة تستخدم أكثر من 20% من إمداداتها من المياه المتجددة، إذ من المتوقع أن يرتفع استخدام المياه مع زيادة عدد السكان بينما تتفاقم مشكلة إمدادات المياه أيضًا بسبب الانخفاض في تدفق مجاري المياه والمياه الجوفية الناجم عن التغير المناخي. على الرغم من أن بعض المناطق قد تشهد زيادة في إمدادات المياه العذبة بسب التوزيع غير المتكافئ الناجم عن زيادة التهطال، من المتوقع حدوث زيادة في استخدام إمدادات المياه.
تؤدي الزيادة السكانية إلى زيادة المياه المسحوبة من الإمدادات المائية من أجل الاستخدامات المنزلية والزراعية والصناعية، إذ أن الزراعية أكبرها، ويُعتقد أنها المحرك الرئيسي غير المناخي للتغير البيئي وتدهور المياه. من المحتمل أن تكون السنوات الخمسون القادمة الفترة الأخيرة للتوسع الزراعي السريع، لكن المجموعات السكانية الأكبر والأكثر ثراءً خلال هذا الوقت ستحتاج المزيد من الزراعة.
ترافقت الزيادة السكانية على مدى العقدين الماضيين- في الولايات المتحدة على الأقل- مع تحول إلى زيادة في المناطق الحضرية انطلاقًا من المناطق الريفية، مما يركز الطلب على المياه في مناطق معينة، ويضع ضغطًا على إمدادات المياه العذبة من الملوثات الصناعية والبشرية.
يتسبب التحضر في الاكتظاظ وظروف معيشية غير صحية بشكل متزايد، خاصة في البلدان النامية، مما يؤدي بدوره إلى تعريض عدد متزايد من الناس للأمراض. يعيش حوالي 79% من سكان العالم في بلدان نامية، والتي تفتقر إلى إمكانية الوصول إلى المياه الصحية وأنظمة الصرف الصحي، مما يؤدي إلى ارتفاع معدلات الإصابة بالأمراض والوفيات بسبب المياه الملوثة وزيادة أعداد الحشرات الحاملة للأمراض.

### الزراعة
تعتمد الزراعة على رطوبة التربة المتاحة، والتي تتأثر بشكل مباشر بديناميات المناخ، إذ أن هطول الأمطار هو المدخل في هذا النظام والعمليات المختلفة هي الناتج، مثل النتح التبخري، والجريان السطحي، والتفريغ، والرشح إلى المياه الجوفية. ستؤثر التغيرات في المناخ، وخاصة التغيرات في هطول الأمطار والنتح التي تنبأت بها النماذج المناخية، بشكل مباشر على رطوبة التربة، والجريان السطحي، وتغذية المياه الجوفية.
قد تنخفض رطوبة التربة بشكل كبير في المناطق التي يتناقص فيها هطول الأمطار كما تنبأت النماذج المناخية. تحتاج الزراعة أساسًا في معظم المناطق إلى الري، مما يؤدي إلى استنفاد إمدادات المياه العذبة من خلال الاستخدام المادي للمياه والتدهور الذي تسببه الزراعة للمياه. يؤدي الري إلى زيادة نسبة الأملاح والمغذيات في المناطق التي لا تتأثر عادة، كما يؤدي إلى إتلاف الجداول والأنهار بسبب السدود وإزالة المياه. تدخل الأسمدة في مجاري نفايات الإنسان والماشية، والتي تدخل في المياه الجوفية في نهاية المطاف، في حين يمكن أن يتسبب النيتروجين والفوسفور والمواد الكيميائية الأخرى من الأسمدة في حموضة التربة والمياه.
قد تزداد بعض الطلبات الزراعية أكثر من غيرها مع تزايد ثراء سكان العالم، واللحوم من السلع التي يُتوقع أن تضاعف الطلب العالمي على الغذاء بحلول عام 2050، مما يؤثر بشكل مباشر على الإمداد العالمي بالمياه العذبة. تحتاج الأبقار إلى الماء للشرب، وبشكل أكثر إذا كانت درجة الحرارة مرتفعة والرطوبة منخفضة، وبشكل أكثر أيضًا إذا كان نظام الإنتاج الذي تتبعه البقرة مكثف، لأن العثور على الطعام يتطلب المزيد من الجهد.
الماء ضروري لتجهيز اللحوم، وكذلك في إنتاج الأعلاف للماشية. يمكن أن يلوث السماد برك المياه العذبة، ويمكن للمسالخ- اعتمادًا على مدى جودة إدارتها- أن تساهم في النفايات مثل الدم والدهون والشعر ومحتويات الجسم الأخرى ضمن إمدادات المياه العذبة.
يثير نقل المياه من الزراعة إلى الاستخدام الحضري والمتعلق بالضواحي مخاوف بشأن الاستدامة الزراعية، والتدهور الاجتماعي الاقتصادي الريفي، والأمن الغذائي، وزيادة بصمة الكربون من الأغذية المستوردة، وانخفاض ميزان التجارة الخارجية.
يؤدي استنفاد المياه العذبة، كما يحصل في مناطق أكثر سكانًا ونوعية، إلى زيادة ندرة المياه العذبة بين السكان، كما يجعل السكان عرضة للصراع الاقتصادي والاجتماعي والسياسي بعدة طرق، إذ يؤدي ارتفاع منسوب مياه البحر إلى الهجرة من المناطق الساحلية إلى مناطق أخرى أبعد من الداخل، مما يدفع السكان إلى التقارب معًا، مما يؤدي إلى اختراق الحدود والأنماط الجغرافية الأخرى، وتحث الفوائض الزراعية والعجز الزراعي الناجم عن توافر المياه المشاكل التجارية واقتصاديات في مناطق معينة.
يعد التغير المناخي سببًا مهمًا للهجرة غير الطوعية والتهجير القسري، وفقًا لمنظمة الأغذية والزراعة للأمم المتحدة، إذ تتجاوز انبعاثات غازات الدفيئة العالمية من الزراعة الحيوانية انبعاثات النقل.